# Jamnica (Petite-Pologne)
Pour l’article homonyme, voir Jamnica (Basses-Carpates).
Jamnica est une localité polonaise de la gmina de Kamionka Wielka, située dans le powiat de Nowy Sącz en voïvodie de Petite-Pologne.